# Valle de Barun
El Valle de Barun es un valle del Himalaya situado en la base del monte Makalu en el distrito de Sankhuwasabha, del país asiático de Nepal. Este valle se encuentra totalmente dentro del Parque nacional de Makalu Barun.
El Valle ofrece contrastes notorios, con cascadas altas en gargantas profundas, escarpadas rocas que se elevan desde exuberantes bosques verdes, y flores de colores por debajo de los picos blancos por la nieve.